# Scènes d'amour
Scènes d'amour è il primo album dal vivo della cantante canadese Isabelle Boulay, pubblicato nel 2000.

## Tracce
1. Les yeux au ciel (feat. Barnev Valsaint) — 5:38
2. La ballade de Jean Batailleur — 5:01
3. Le retour de Don Quichotte (feat. Michel Rivard) — 5:26
4. L'héroïne de cette histoire (feat. Éric Lapointe) — 4:39
5. Planchers fragiles (feat. Daniel Seff) — 3:09
6. Tandem — 5:01
7. Tombée de toi (feat. France d'Amour) — 3:08
8. Le banc des délaissés (feat. Zachary Richard) — 5:10
9. Quand j'aime une fois, j'aime pour toujours (feat. Gildor Roy) — 4:36
10. J'ai mal à l'amour (feat. Laurence Jalbert) — 4:05
11. Frédéric (feat. Claude Léveillée) —    3:19
12. Perdus dans le même décor (feat. Jim Corcoran) — 5:08
13. Naufrage (feat. Dan Bigras) — 3:36
14. Couleur café — 3:26
15. D'aventures en aventures (feat. Serge Lama) — 3:27
16. Amsterdam — 3:53
17. C'était l'hiver (feat. Francis Cabrel) — 3:46